# Amber Holt
Amber Shirell Holt (ur. 7 czerwca 1985 w Norcross) – amerykańska koszykarka, występująca na pozycjach rzucającej lub niskiej skrzydłowej, obecnie zawodniczka Atlanta Angels.

## Osiągnięcia
Na podstawie, o ile nie zaznaczono inaczej.

### NJCAA
- MVP:
  - regionu 24 NJCAA (2005, 1006)
  - konferencji Great Rivers Area (2005, 1006)
- Zaliczony do:
  - I składu:
    - Kodak All-American (2006)
    - NJCAA All-American (2006)
    - konferencji Great Rivers Area (2005, 1006)

  - II składu NJCAA (2005)
  - Galerii Sław NJCAA (2017)

### NCAA
- Wicemistrzyni NCAA (2007)
- Uczestniczka rozgrywek II rundy turnieju NCAA (2007)
- Mistrzyni:
  - turnieju konferencji Sun Belt (2007, 2008)
  - sezonu regularnego Sun Belt (2007)
- Defensywna zawodniczka roku Sun Belt (2008)
- Zaliczona do:
  - I składu:
    - All-American (2008 przez CBS Sports, USBWA)
    - Sun Belt (2007, 2008)
    - turnieju Sun Belt (2008)

  - III składu All-American (2008 przez Associated Press)
  - Galerii Saw Sportu Middle Tennessee Blue Raiders (2018)
- Liderka strzelczyń NCAA (2008)

### WNBA
- Zaliczona do I składu debiutantek WNBA (2008)

### Inne drużynowe
- Mistrzyni:
  - Węgier (2009, 2013, 2014[5])
  - WUBA (2020)[6]
- Wicemistrzyni Węgier (2010)
- Zdobywczyni Pucharu Węgier (2013)
- Finalistka pucharu:
  - Węgier (2009, 2010)
  - Izraela (2012)

### Inne indywidualne
(* – nagrody przyznane przez portale usbasket.com, eurobasket.com)
- MVP*:
  - sezonu WUBA (2020)[6]
  - konferencji Southern WUBA (2020)[6]
- Defensywna zawodniczka roku ligi węgierskiej (2010)*[7]
- Najlepsza skrzydłowa roku WUBA (2020)*[6]
- Debiutantka roku WUBA (2020)*[6]
- Zaliczona do*:
  - I składu:
    - WUBA (2020)[6]
    - ligi węgierskiej (2010)[7]
    - najlepszych zagranicznych zawodniczek ligi węgierskiej (2010, 2014)[7][5]
    - defensywnego ligi węgierskiej (2010)[7]

  - II składu ligi węgierskiej (2014)[5]
- Uczestniczka meczu gwiazd WUBA (2020)[6]